# Alfonso Pérez Muñoz
Alfonso Pérez Muñoz (Getafe, 26 september 1972), kortweg Alfonso, is een voormalig Spaans profvoetballer.

## Clubvoetbal
De aanvaller begon in de jeugd (cantera) van Real Madrid. In het seizoen 1990/91 kwam Alfonso bij het eerste elftal. In 1995 maakte hij de overstap naar Real Betis. Toen Betis in 2000 degradeerde naar de Segunda División A, wilde Alfonso weg. FC Barcelona wilde hem graag hebben, maar Betis stribbelde lang tegen. Alfonso mocht alleen voor grof geld vertrekken naar Barça; hij was immers de beste speler van Betis destijds, hij had goed gepresteerd op het EK én Barcelona had kort daarvoor een recordbedrag ontvangen voor Luís Figo. Uiteindelijk kwamen beide clubs er toch uit en Alfons vertrok naar Barcelona. Na een redelijk eerste jaar onder Llorenç Serra Ferrer, raakte hij onder Carles Rexach op het tweede plan. Alfonso werd in januari 2002 verhuurd aan Olympique Marseille, om vervolgens in de zomer van 2002 terug te keren bij Real Betis. In 2005 stopte Alfonso als profvoetballer.

## Nationaal elftal
Alfonso speelde 38 interlands voor Spanje, waarin hij elf keer scoorde. Hij nam onder meer deel aan het EK van 2000 in Nederland. Zijn goal in blessuretijd tegen Joegoslavië voorkwam destijds een vroegtijdige aftocht voor de Spanjaarden. Alfonso behaalde met het Spaans olympisch elftal de gouden medaille op de Olympische Zomerspelen 1992 in Barcelona.